# Mbulelo Botile
Mbulelo Botile est un boxeur sud-africain né le 23 juillet 1972 à Duncan Village.

## Carrière
Passé professionnel en 1989, il devient champion du monde des poids coqs IBF le 6 avril 2001 après sa victoire aux points contre Harold Mestre. Botile conserve à 5 reprises son titre puis est battu par Timothy Austin le 19 juillet 1997. Il poursuit alors à sa carrière en poids plumes et remporte le titre IBF de la catégorie le 16 décembre 2000 aux dépens de Paul Ingle. Ce succès sera éphémère puisqu'il cède sa ceinture dès le combat suivant contre Frank Toledo le 6 avril 2001. Mbulelo Botile met un terme à sa carrière en 2005 sur un bilan de 27 victoires et 4 défaites.